# San Lorenzo, Villa de Reyes
San Lorenzo är en ort i Mexiko.   Den ligger i kommunen Villa de Reyes och delstaten San Luis Potosí, i den centrala delen av landet, 300 km nordväst om huvudstaden Mexico City. San Lorenzo ligger 1 799 meter över havet och antalet invånare är 521.
Terrängen runt San Lorenzo är huvudsakligen platt, men åt sydost är den kuperad. San Lorenzo ligger nere i en dal. Runt San Lorenzo är det ganska glesbefolkat, med 39 invånare per kvadratkilometer. Närmaste större samhälle är Santa María del Río, 18,1 km sydost om San Lorenzo. Omgivningarna runt San Lorenzo är i huvudsak ett öppet busklandskap.